# David Brin
Glen David Brin (Glendale, 6 ottobre 1950) è uno scrittore di fantascienza e astronomo statunitense.
Maggiormente conosciuto come autore, nel corso della sua carriera ha vinto due volte il premio Hugo, il Nebula, per cui è stato candidato per altri due romanzi, e due volte il premio Locus.

## Biografia
In ambito accademico ha ottenuto il bachelor scientifico in astronomia nel 1973, il corrispondente master in fisica nel 1978 ed il PhD in scienze dello spazio, gli ultimi due diplomi nell'Università della California di San Diego.
È stato scelto insieme a Gregory Benford e Greg Bear per scrivere la trilogia della Second Foundation Trilogy continuazione del Ciclo della Fondazione di Isaac Asimov.
Vive nella California del Sud, dove lavora come consulente della NASA e come professore di fisica.
Brin è noto anche per le sue pesanti critiche al SETI attivo, iniziativa appartenente al programma SETI che ha come obiettivo la comunicazione delle intelligenze extraterrestri tramite l'invio di messaggi radio. Brin ha criticato l'iniziativa in quanto, non potendo conoscere a priori le intenzioni e le conoscenze tecnologiche degli eventuali extraterrestri che riceveranno il messaggio, si rischia di mettere in pericolo il nostro pianeta rivelandone la posizione.

## Opere

### Ciclo delle cinque galassie
1. Spedizione Sundiver (Sundiver, 1980)
2. Le maree di Kithrup (Startide Rising, 1983). Premio Nebula 1983, Premio Hugo e Premio Locus 1984.
3. I signori di Garth (Uplift War, 1987). Premio Hugo 1988 e candidato al Premio Nebula.
4. Il pianeta proibito (Brightness Reef, 1995)
5. Le rive dell'infinito (Infinity's Shore, 1996)
6. I confini del cielo (Heaven's Reach, 1998)

### High Horizon
1. Colony High, 2021
2. Castaways of New Mojave, in collaborazione con Jeff Carlson, 2021

### Altri romanzi
- L'effetto anomalia (The Practice Effect, 1984)
- Il simbolo della rinascita o L'uomo del giorno dopo (The Postman, 1985). Premio Locus 1986 e candidato al Premio Nebula.
- Nel cuore della cometa (Heart of the Comet, 1986; con Gregory Benford)
- Terra  (Earth, 1991)
- Glory Season , 1993
- Fondazione: Il trionfo , 1999
- Kiln People, 2002
- Sky Horizon, 2007
- Existence, 2012
- The Ancient Ones, 2020

### Romanzi Brevi
- Le sfere di cristallo (The Crystal Spheres). Vincitore Premio Hugo.

### Antologie di racconti
- The River of Time, 1986
- Altrove: contatti nel cosmo (Otherness, 1994)
- Tomorrow Happens, 2003
- Future Visions, antologia in collaborazione con altri autori, 2015
- Insistence of Vision, 2016
- Towering Yarns, antologia in collaborazione con altri autori, 2017
- The Best of David Brin, 2021

### Altri racconti
- Le sfere di cristallo (The Crystal Spheres). Vincitore Premio Hugo.
- Il flagello dell'altruismo o Il morbo dell'altruismo (The Giving Plague, 1988), in Destinazione spazio, Urania n. 1142, Mondadori

### Romanzi grafici
- Forgiveness, 2002. Ambientata nell'universo di Star Trek: The Next Generation.
- The Life Eaters, 2003. Pubblicata da WildStorm della DC Comics, disegni di Scott Hampton.
- Tinkerers, 2010. Discussione sulle cause del declino industriale americano.

### Saggistica
- The Transparent Society: Will Technology Force Us to Choose Between Privacy and Freedom? , 1998, ISBN 0-7382-0144-8. Vincitore del Freedom of Speech Award dell'American Library Association
- Star Wars on Trial: Science Fiction and Fantasy Writers Debate the Most Popular Science Fiction Films of All Time, 2006, ISBN 1-932100-89-X.